# Nonni civici
Il nome di nonni civici si riferisce a un'iniziativa sociale che, sviluppata in molteplici comuni del territorio italiano, prevede generalmente l'affidamento di servizi di volontariato urbano a persone anziane, per consentire loro di dedicare parte del proprio tempo libero allo svolgimento di compiti di utilità civica, in collaborazione con le forze dell'ordine, ricoprendo una funzione ancora attiva all'interno della società ed esprimendo le proprie potenzialità individuali. Tali iniziative si iscrivono in un più ampio quadro di promozione dell'integrazione sociale, il cui riferimento normativo è offerto dalla legge 8 novembre 2000, n. 328, recante il titolo "Legge quadro per la realizzazione del sistema integrato di interventi e servizi sociali", e dalle leggi regionali.

## Contenuti
Normalmente, oltre a funzioni di assistenza sull'entrata e l'uscita da scuola dei bambini, vengono disimpegnate altre attività di vigilanza e sorveglianza soprattutto in luoghi frequentati dai bambini all'esterno dell'ambito scolastico, quali, ad esempio, i giardini pubblici, le aree verdi, ecc.
A queste attività si possono eventualmente aggiungere altre, come la manutenzione di aree cimiteriali, la cura del verde, la sorveglianza nei musei, o servizi d'ordine in occasione di manifestazioni e competizione sportive, ecc.
I nonni civici, per essere facilmente riconoscibili, indossano apposite uniformi e dispongono di distintivi.

## Modalità di attuazione locale delle iniziative
Diverse sono le forme attuative di questo tipo di iniziative:
- convenzioni sottoscritte tra i Comuni e le associazioni di volontariato, d'Arma, ecc.
- servizi direttamente gestiti dai Comuni, con selezione dei volontari tramite bando pubblico;
- forme miste in cui le Associazioni, pur non gestendo direttamente i servizi in convenzione, svolgono funzioni promozionali e di segnalazione di persone idonee.

## Iniziative sul territorio
Sono numerosissimi i comuni dove sono già stati introdotti servizi oppure presentati progetti per l'utilizzazione di nonni civici. Tra questi, a titolo di esempio, figurano:
- Torino [2]
- Alessandria [3]
- Pietracatella [4]
- Crispiano [5]
- Schivenoglia [6]
- Savona [7]
- Monza [8]
- Muggiò[9]
- Castellaneta
- Salerno [10]
- Maglie [11]
- Troia